# Гремучий (Бузулуцький район)
Грему́чий (рос. Гремучий) — селище у складі Бузулуцького району Оренбурзької області, Росія.

## Населення
Населення — 1 особа (2010; 1 у 2002).
Національний склад (станом на 2002 рік):
- росіяни — 100 %